# Селігі
Селігі (пол. Seligi) — село в Польщі, у гміні Беляви Ловицького повіту Лодзинського воєводства.
Населення — 60 осіб (2011).
У 1975-1998 роках село належало до Скерневицького воєводства.

## Демографія
Демографічна структура станом на 31 березня 2011 року:
|          | Загалом | Допрацездатний вік | Працездатний вік | Постпрацездатний вік |
| -------- | ------- | ------------------ | ---------------- | -------------------- |
| Чоловіки | 30      | 5                  | 20               | 5                    |
| Жінки    | 30      | 8                  | 10               | 12                   |
| Разом    | 60      | 13                 | 30               | 17                   |